# Clostebol
El clostebol (también conocido como 4-clorotestosterona), generalmente como el éster acetato de clostebol, es un esteroide anabólico-androgénico (AAS) sintético. El clostebol es el derivado 4- cloro de la hormona natural testosterona. La cloración impide la conversión a dihidrotestosterona (DHT) y al mismo tiempo hace que la sustancia química sea incapaz de convertirse en estrógeno. Aunque generalmente se utiliza como un éster que incluye acetato de clostebol (Macrobin, Steranabol, Alfa-Trofodermin, Megagrisevit), caproato de clostebol (Macrobin-Depot) o propionato de clostebol (Yonchlon), también se informa que el clostebol no modificado/no esterificado se comercializa bajo la marca Trofodermin-S en México. 
El clostebol es un esteroide anabólico-androgénico débil con potencial uso como droga para mejorar el rendimiento. Actualmente está prohibido por la Agencia Mundial Antidopaje.  La clordehidrometiltestosterona (Turinabol oral), que combina las estructuras químicas del clostebol y la metandienona, se utilizó ampliamente en el programa de dopaje patrocinado por Alemania del Este. 

## Usos médicos
La pomada de acetato de clostebol tiene uso oftalmológico y dermatológico.  En algunos países, como Italia, está disponible sin receta médica en forma de crema o aerosol tópico para el tratamiento de heridas cutáneas (infectadas) como abrasiones, erosiones, fisuras, quemaduras y para ayudar a acelerar la curación de la zona.
En Italia, se vende en forma de spray y crema, con el nombre comercial Trofodermin, que contiene una combinación de acetato de clostebol y neomicina. 

## Química
El clostebol, también conocido como 4-clorotestosterona o como 4-cloroandrost-4-en-17β-ol-3-ona, es un esteroide androstano sintético y un derivado de la testosterona. Es específicamente el derivado 4- clorado de la testosterona.

## Sociedad y cultura

### Suplementos nutricionales
Un esteroide anabólico relacionado, el metilclostebol, es un aditivo común en los llamados suplementos dietéticos, generalmente listado en la forma compleja 4-cloro-17α-metil-androst-4-en-17β-ol-3-ona. 

### Casos de abuso o contaminación publicitados
El uso de clostebol ha provocado la suspensión de varios atletas en varios deportes, incluidos Freddy Galvis de los Philadelphia Phillies en 2012,  Dee Gordon de los Miami Marlins en 2016,  la atleta olímpica Viktoria Orsi Toth en 2016,  el jugador de fútbol de la Serie A José Luis Palomino del Club Atalanta,  Orlando Galo del Club Sport Herediano en 2022,  y Fernando Tatís Jr. de los San Diego Padres en 2022.  Tatís Jr, quien se había perdido toda la temporada debido a una fractura de muñeca, aceptó la suspensión al tiempo que alegaba que fue una infracción involuntaria después de tomar un medicamento contra la dermatofitosis y que no había revisado la lista de ingredientes en busca de sustancias prohibidas. 
En 2016, el análisis de orina de Therese Johaug dio positivo para clostebol.   
El tenista italiano Jannik Sinner dio positivo en clostebol en dos muestras de orina diferentes el 8 y el 10 de marzo de 2024.  La Agencia Internacional de Integridad del Tenis (ITIA) descubrió que Sinner fue contaminado inadvertidamente con la sustancia por su fisioterapeuta, quien había estado aplicando un aerosol curativo, disponible sin receta en Italia, para tratar un corte en su propia mano y luego había realizado tratamientos en Sinner.  A Sinner le quitaron los 325.000 dólares en premios y los 400 puntos de clasificación obtenidos en el Indian Wells Open, pero no fue suspendido porque un tribunal independiente dictaminó que no fue intencional.   

### Regulación
En los EE. UU., el clostebol está catalogado como una sustancia controlada de la Lista III,  lo que significa que el gobierno federal de los EE. UU. considera que tiene potencial de abuso, además de un uso médico actualmente aceptado.